# Helcogrammoides cunninghami
Helcogrammoides cunninghami es una especie de pez de la familia Tripterygiidae en el orden de los Perciformes.

## Morfología
• Los machos pueden llegar alcanzar los 5 cm de longitud total.

## Depredadores
En la  Argentina es depredado por Phalacrocorax atriceps .

## Hábitat
Es un pez de mar y de clima templado, viviendo en el inter y submareal (hasta los 200 m de profundidad).

## Distribución geográfica
Se encuentra en el extremo más meridional de Sudamérica.

## Observaciones
Es inofensivo para los humanos.